# تركي بن عبد الله آل سعود
الَامَامُ تُرْكُي بْنُ عَبْدَ اللهِ بْنُ مُحَمَّدٍ آل سُعُودٍ (1183-1250هـ -1769-1834م ) إمام ومؤسس الدولة السعودية الثانية والحاكم السادس لأسرة آل سعود ومن مواليد الدرعية عام 1183 هـ/1769م، جد حكام المملكة العربية السعودية وهو أول حاكم من فرع عبد الله بن محمد بن سعود حيث كان الحكم في فرع الإمام عبد العزيز بن محمد بن سعود -ثاني حكام الدولة السعودية الأولى سابقاً- وهما ابني محمد بن سعود مؤسس الدولة السعودية الأولى. وعرف الإمام تركي بشجاعته وعدله ورجاحة عقله وحسن تصريفه للأمور وعرف عنه أنه كان من فحول الشعراء في زمانه.

## نسبه
هو الإمام تركي بن عبد الله بن الإمام محمد بن سعود بن محمد بن مقرن بن مرخان بن إبراهيم بن موسى بن ربيعة بن مانع بن ربيعة المريدي والمردة من بني حنيفة من بكر بن وائل بن قاسط الذي ينتهي في ربيعة بن نزار بن معد بن عدنان، وأمه هي الجوهرة بنت محمد بن الأمير علي بن مزروع التميمي.

## حياته قبل تأسيس الدولة
حارب مع القوات السعودية حتى سقطت الدولة السعودية عام 1233هـ، وبعد استسلام الإمام عبد الله بن سعود الكبير إلى إبراهيم باشا لجأ إلى الصحراء أثناء مطاردة إبراهيم باشا لآل سعود وآل الشيخ وأسروا جميع أسرة آل سعود وآل الشيخ، واتجه إلى بلدة الحلوة وحدثت هناك معركة الحلوة مع المصريين بعد لحاقهم به جنوب الرياض سنة 1236هـ وذهب إبراهيم باشا مع أسرى آل سعود ومنهم أبناء الإمام تركي ومنهم فيصل بن تركي مع الشيخ عبد الرحمن بن حسن آل الشيخ وبعض أفراد أسرة آل الشيخ إلى مصر وترك ستة حاميات في الرياض والخرج والدلم وعنيزة والزلفي ومنفوحة.
بعد خروج إبراهيم باشا تمكن محمد بن مشاري بن معمر الذي كان ابن أخت الإمام عبد العزيز بن محمد بن سعود من السيطرة على الدرعية لكونه قريباً من فرع عبد العزيز بن محمد بن سعود
وأرسل ابنه مشاري بن محمد بن معمر إلى الرياض وضمها إليه.

## مبايعة الإمام تركي للأمير مشاري بن سعود الكبير
استطاع الأمير مشاري بن سعود الكبير بن عبد العزيز أخو الإمام عبد الله بن سعود الكبير آخر حكام الدولة السعودية الأولى الهرب من الحامية في ينبع وذهب إلى الدرعية واستقبله أهلها بالترحاب وتنازل محمد بن مشاري بن معمر عن الحكم للأمير مشاري بن سعود الكبير.
وقد علم مشاري بن سعود الكبير بوجود تركي بن عبد الله في الحلوة فأمَّره على الرياض وجاءت الوفود من الوشم وسدير والمحمل والخرج لمبايعة الأمير مشاري بن الإمام سعود الكبير بن الإمام عبد العزيز بن الإمام محمد آل سعود على السمع والطاعة ولكن محمد بن مشاري بن معمر ندم على تنازله للحكم لمشاري بن سعود فاستأذن من الأمير مشاري لزيارة أقاربه في سدوس وذهب إلى فيصل بن وطبان الدويش زعيم قبيلة مطير وغبوش آغا قائد الحامية العثمانية في عنيزة طالباً عونهم في الإطاحة بمشاري بن سعود الكبير وكسب تأييدهم.

## تمرد ابن معمر على الأمير مشاري بن سعود الكبير
وصل محمد بن مشاري بن معمر إلى الدرعية وتمكن من القبض على مشاري بن سعود الكبير وأرسله إلى جماعته في سدوس وزحف إلى الرياض وتظاهر الإمام تركي بن عبد الله بالخوف وقام بالهرب إلى ضرماء وأقام بها فترة من الوقت انضم إليه خلالها عدد كبير من أهالي ضرما.
قام الإمام تركي بن عبد الله بجمع أنصاره في ضرما واتجه بهم إلى الدرعية وقبض على محمد بن مشاري بن معمر وهاجم الرياض وقبض على مشاري بن محمد بن معمر واشترط عليهما الإمام تركي أن يطلقا سراح الأمير مشاري بن سعود الكبير مقابل الإفراج عنهما ولكن جماعته خافوا من انتقام العثمانيين وسلموا الأمير مشاري بن سعود الكبير إلى عبوش آغا الذي سجنه في عنيزة وتوفي في السجن عام 1236هـ وقام الإمام تركي بقتل محمد بن مشاري بن معمر وابنه مشاري بن محمد بن معمر في الرياض لأنهما تسببا في مقتل الأمير مشاري بن سعود الكبير.

## توليه الحكم الفترة الأولى عام 1236هـ
حاول فيصل بن وطبان الدويش، ومعه غبوش آغا قائد الحامية العثمانية في عنيزة حصار الإمام تركي بن عبد الله في الدرعية، ولكن الإمام تركي قاوم مع جماعته؛ ففشل الحصار وغضب محمد علي باشا وأرسل كل القوات العثمانية إلى الرياض بقيادة حسين بك، وعندما شاور الإمام تركي أصحابه شاروا عليه أن ينسحبوا من الرياض إلى بلدة الحلوة جنوب الرياض في الليل متسللين ونجحت الفكرة وسحب الإمام أنصاره من قصر الحكم بالرياض إلى بلدة الحلوة دون خسائر وبدون معرفة العثمانيين الذين اعتقدوا أنه فر إلى الأحساء.
ولقد ظل الإمام تركي بن عبد الله ثلاث سنوات في بلدة الحلوة في حوطة بني تميم يجمع أنصار آل سعود حتى تمكن من هزيمة حاميتي الرياض ومنفوحة في وقت قياسي وفرح سكان نجد، وثاروا على بقية الحاميات الست وهزموها وأسروا الباقيين الذين وافق الإمام تركي على العفو عنهم بشرط مغادرة نجد إلى الحجاز.

## مبايعة الإمام تركي حاكماً الفترة الثانية (1240هـ - 1249هـ)
بويع بالإمامة سنة 1240هـ في الرياض بعد أن كان الحكم لفرع عبد العزيز بن محمد بن سعود وأصبحت نجد كلها تحت حكم الإمام تركي بن عبد الله عام 1243هـ. وتمكن الشيخ عبدالرحمن بن حسن بن الشيخ محمد بن عبد الوهاب الهروب سنة 1241هـ من مصر والقدوم إلى نجد حيث رحب به الإمام تركي وأصبح مفتي الشؤون الدينية في نجد كما هرب ابنه فيصل بن تركي من السجن سنة 1243هـ، وأصبح الساعد الأيمن لوالده في الشؤون العسكرية، وتمكن خلال فترة حكمه من تحقيق الأمن كما ضم منطقة الأحساء خصوصاً بعد معركة السبية التي انتصر فيها ابنه فيصل بن تركي على محمد بن عريعر وأخوه ماجد بن عريعر حكام الأحساء من بني خالد سنة 1245هـ.

## الرياض عاصمة
اختار الإمام تركي بن عبد الله الرياض عاصمة للدولة في قرار مفصلي فأصبحت عاصمة للسعودية منذ ذلك القرار حتى اليوم، وكان هذا الاختيار لأسباب أمنية وتاريخية، هي:
- كانت الدرعية -عاصمة دولة أجداده- قد تهدم معظمها بأيدي إبراهيم باشا وسوّيت مبانيها بأرضها وأحرق جُلُّ نخيلها وزرعها، فإعادةُ بناءها أمرٌ صعب من حيث الجهد والوقت.
- قامت الرياض على أنقاض حجر اليمامة وحلت محلها، وكان ( ابن درع ) رئيساً على ( حجر) وهو من الدروع العشيرة التي ينتمي إليها مانع المريدي جد آل سعود.
- الرياض ذات طبيعة خلابة بكثرة الروضات الخضراء -ومن هنا جاء اسمهاـ كما أنها محاطة بتلال تزيد من منعتها وتوفر اشتراطات التحصين وبالتالي الأمن.

فشهدت الرياض في عهده أعمالاً معمارية وهندسية عديدة حتى أصبحت الدرعية تابعة لها بعد أن كانت تتبعها، من أوائل تلك الأعمال: إعادة بناء سورها، وبناء جامع كبير ولا زال موجودا وفاعلاً في وسط الرياض الحالية بعد أن مر بعمليات توسعة وتجديد مستدامة عبر تاريخه وخصوصاً في العهد السعودي الحالي، وبناء قصر للحكم.

## اغتياله
كان مشاري بن عبد الرحمن آل سعود من أفراد الأسرة السعودية التي نفيت وكان الإمام تركي بن عبد الله يقدره وعندما استطاع الهرب أكرمه ابن عمه الإمام تركي وولاه إمارة منفوحة ولكن الإمام تركي عزله لاحقا بعد وشاية تفيد بأنه يريد اغتياله مما أشعل الحقد في مشاري على ابن عمه الإمام تركي.
وبعد عام واحد، قام الإمام تركي بمحاربة إحدى القبائل في شمال الرياض وعندما ذهب مشاري إلى الرياض أعلن تمرده على الإمام ولكن فوجئ بأن سكان الرياض كانوا مع ابن عمه تركي فهرب مشاري إلى مكة وطلب مساعدة الأشراف ولم يتلقى أي تجاوب وذهب إلى بلدة المذنب وطلب من أعيان منطقة القصيم كلها التوسط عند الإمام تركي فعفا عنه وأعطاه بيتا وولاه على منفوحة، لكن ومرة أخرى خطط لقتله في ساحة مسجد الرياض مستغلا غياب أفراد أسرته خصوصا ابنه فيصل بن تركي الذي كان في القطيف.
وفي يوم الجمعة 30 ذو الحجة عام 1249هـ كَمن مشاري بن عبد الرحمن مع ستة من عبيده في جامع الرياض (جامع الامام تركي بن عبد الله حالياً) وعندما خرج الإمام تركي بن عبد الله من المسجد أطلق عليه إبراهيم بن حمزة أحد عبيد مشاري بن عبد الرحمن الرصاص من مسدسه، ومات بعد عشرة سنين من إعادة بناء الدولة السعودية الثانية وبعدها أشهر مشاري بن عبد الرحمن سيفه مع عبيده وقام بتهديد الناس داخل قصر ابن عمه وجلس يدعو الناس للبيعة ولكنه لم يتمتع بالحكم أكثر من أربعين يوما حيث فوجئ بعودة فيصل بن تركي وقُتل سنة 1250هـ.

## أهم الأحداث في عهده
- استرداد الإمام تركي لأكثر المناطق التي كانت تابعة للدولة السعودية الأولى، حيث انضمت للدولة الأحساء والبحرين وعمان إلى جانب نجد.
- لم يحدث تعدي من قبل الدولة العثمانية على البلاد السعودية في عهد الإمام تركي.
- قدوم الشيخ عبد الرحمن بن حسن من مصر في عام 1241هـ، حيث كان قد أجبره إبراهيم باشا على السفر لمصر بعد الاستيلاء على الدرعية.[23]
- تلقى الإمام تركي مندوب من والي العراق ومعه رسالة تودد للأمير تركي وجلب له الهدايا معه.[24]

## إخوانه
- الأمير سعود بن عبد الله بن محمد آل سعود
- الأمير محمد بن عبد الله بن محمد آل سعود
- الأمير زيد بن عبد الله بن محمد آل سعود
- الأمير إبراهيم بن عبد الله بن محمد آل سعود

## أبناؤه
- الإمام فيصل بن تركي بن عبد الله آل سعود، من زوجته هيا بنت حمد بن علي الفقيه العنقري التميمي.
- الأمير جلوي بن تركي بن عبد الله آل سعود، من زوجته هويدية بنت غيدان آل زميكان آل شامر من قبيلة العجمان
- الأمير عبد الله بن تركي.
- الأمير مساعد بن تركي.
- الأمير محمد بن تركي.
- الأمير ثَنْيان بن تركي.
- الأمير فهد بن تركي.
- الأمير عبد العزيز بن تركي، من زوجته الأميرة الجوهرة بن سعود بن عبدالله بن محمد بن عبدالرحمن آل سعود، وهو أصغر الأبناء الذكور.
- الأميرة الجوهرة بنت تركي.
- الأميرة سارة بنت تركي.
- الأميرة طرفة بنت تركي.
- الأميرة هيا بنت تركي.

## أشعاره
ومما قال الإمام تركي بن عبد الله قصيدته المشهورة (السيف الأجرب) في مواساة ابن عمه مشاري بن عبد الرحمن (الذي اغتال ابن عمه الإمام تركي لاحقا) الذي ظل حبيسا لسنوات في سجون الوالي العثماني محمد علي في مصر -قبل عودته لنجد- وكان يطمئنه على أحواله وأحوال نجد العزيزة.